# ألفرد هولدر
ألفرد هولدر (بالألمانية: Alfred Holder)‏ هو لغوي وأمين مكتبة ألماني، ولد في 4 أبريل 1840 في فيينا في النمسا، وتوفي في 12 يناير 1916 في كارلسروه في ألمانيا.

## وصلات خارجية
- ألفرد هولدر على موقع الموسوعة البريطانية (الإنجليزية)